# Sev Albrecht
Sev Albrecht (* 26. April 2005 in Delémont) ist eine Schweizer Handballspielerin, die für die Schweizer Nationalmannschaft auflief.

## Karriere

### Im Verein
Albrecht lief anfangs für den HV Herzogenbuchsee in der SPAR Premium League 1 auf. Die Linkshänderin nahm mit dem HV Herzogenbuchsee am EHF European Cup 2023/24 teil. In der Saison 2024/25 stand sie beim Ligakonkurrenten Spono Eagles unter Vertrag. Mit den Spono Eagles gewann sie 2025 den Schweizer Cup. Seit dem Sommer 2025 pausiert sie.

### Nationalmannschaften
Albrecht lief für die Schweizer Jugendnationalmannschaft auf, mit der sie an der U-17-Europameisterschaft 2021 und an der U-18-Weltmeisterschaft 2022 teilnahm. Am 29. September 2022 gab sie ihr Debüt für die Schweizer A-Nationalmannschaft. Albrecht gehörte im selben Jahr dem Aufgebot der Schweizer A-Nationalmannschaft bei der Europameisterschaft an, bei der sie in zwei Partien mitwirkte. Für die Schweizer Juniorinnennationalmannschaft lief sie bei der U-19-Europameisterschaft 2023 und bei der U-20-Weltmeisterschaft 2024 auf.